# Política de Corumbá
A Constituição de 1988 determina um novo perfil a gestão política de Corumbá, que passa a obter mais recursos financeiros do governo federal e adquire a si responsabilidades na saúde, educação e gestão ambiental. A política de Corumbá, através da legislação e gestão, desenvolve um papel importante através das ações que podem transformar seu destino nas áreas social, econômico, ambiental e territorial, já que a classe política (vereadores, deputados, senadores, prefeitos, governadores, ministros e presidentes) é detentor de poder. Nos últimos anos está havendo uma preocupação maior em criar mecanismos eficientes para definir a importância de Corumbá nas escalas estadual, nacional e mundial, através das ações políticas que foram desenvolvidas para esse fim. Com toda a aparelhagem legal disponível, dispõe de instrumentos que permitam a gestão do território ou que auxilie os grupos sociais organizados de forma eficiente nas reivindicações, visto que há leis para essa finalidade.
Desde outubro de 2006 Corumbá tem seu próprio Plano Diretor Municipal, no qual está contempladas a lei de uso do solo urbano, zoneamentos comerciais e plano diretor de turismo, entre outras exigências. Com isso, Corumbá evitará de ter problemas sociais, ambientais e econômicos no futuro. A problemática ambiental é indissociável da problemática social em Corumbá e se criam transformações políticas, sociais, culturais, econômicas e ambientais, pois a tomada de decisão para solução dos problemas, contradições e conflitos depende de políticas públicas minimamente eficazes, que passam pela gestão do território e ambiental.

## Símbolos oficiais
Como em qualquer cidade do Brasil, Corumbá possui como símbolos oficiais o hino, o brasão e a bandeira.

### Brasão e bandeira

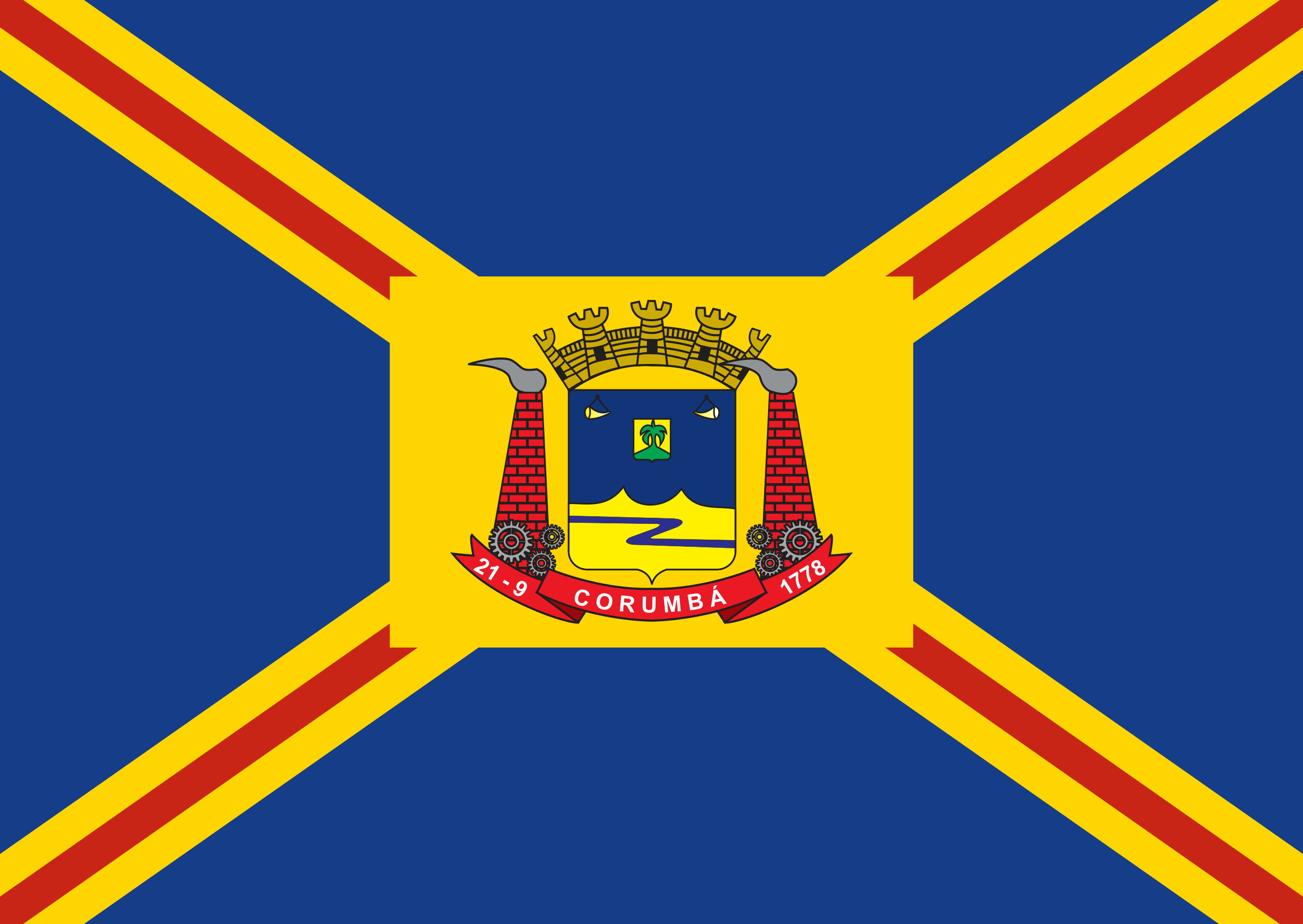
Bandeira
Brasão

### Hino oficial
Letra e melodia por Luís Feitosa Rodrigues

## Sistema eleitoral e serviço público

### Eleição
Corumbá é o terceiro colégio eleitoral mais importante de todo o estado de Mato Grosso do Sul. Seu eleitorado total é de 67.628 (32.715 homens e 34.913 mulheres).
| Locais de votação | Locais de votação | Locais de votação |
| Zona              | Locais            | Seções            |
| ----------------- | ----------------- | ----------------- |
| 7ª                | 39                | 123               |
| 50ª               | 26                | 87                |

## Poderes

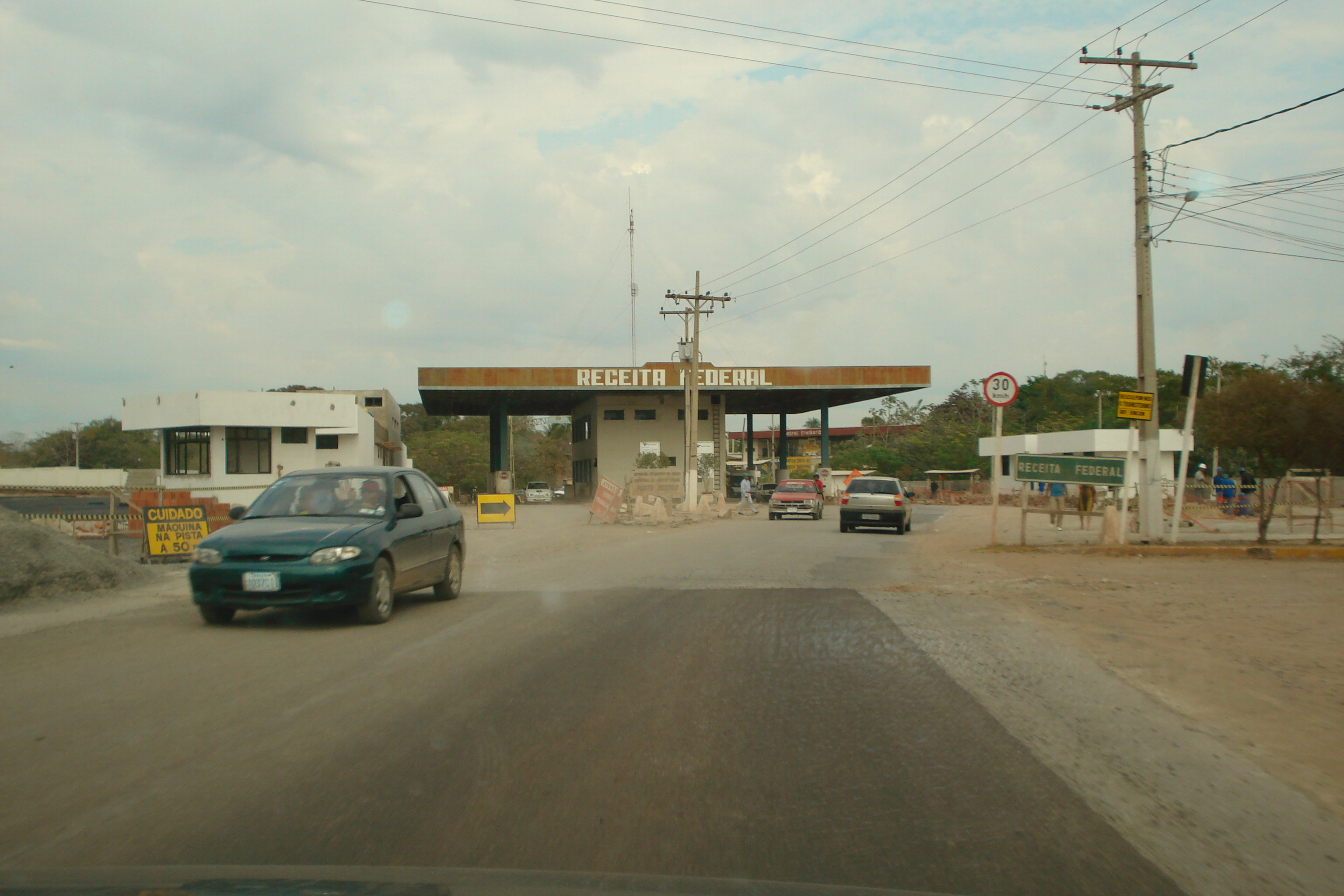
Receita Federal do Brasil, situada na linha divisória entre Brasil e Bolívia.

Assim como no resto do Brasil, o poder público corumbaense é representado pelos 3 poderes oficiais: Legislativo (composto por vereadores), Executivo (composto por prefeito, vice-prefeito e secretários municipais) e Judiciário (composto por juízes, advogados e promotores). Para o prefeito criar alguma lei, é preciso a aprovação do Poder Legislativo, sendo este composto pela Câmara dos Vereadores de Corumbá. A gestão do prefeito torna-se mais fácil quando recebe apoio dos vereadores locais. Há ainda o poder judiciário que fiscaliza ambos.

### Legislativo
O poder legislativo em Corumbá é representado pela Câmara de Vereadores, que são responsáveis pela apreciação e aprovação de leis municipais. A cidade é representada por 15 vereadores. Abaixo a lista de todos os vereadores locais para o exercício 2020-2024:

#### Mesa diretora
| Função              | Vereador              | Partido |
| ------------------- | --------------------- | ------- |
| Presidente          | Ubiratan Campos Filho | PSDB    |
| 1.º Vice-presidente | Samyr Sadeq Ramunieh  | PTB     |
| 2.º Vice-presidente | Yussef El Salla       | PDT     |
| 1.º Secretário      | Roberto Gomes Façanha | PSDB    |
| 2.º Secretário      | Genilson José         | Podemos |

#### Vereadores
| Vereador                                | Partido      |
| --------------------------------------- | ------------ |
| Adelar Chefer dos Santos                | PP           |
| Alexandre do Carmo Tasques Vasconcellos | PSDB         |
| Allex Dellas                            | Republicanos |
| Daniel da Costa Brambilla               | PSDB         |
| Elio Moreira Junior                     | PTB          |
| Luciano Signorelli Costa                | PSDB         |
| Luís Francisco de Almeida Vianna        | PSD          |
| Manoel Rodrigues Pereira Neto           | Republicanos |
| Marcelo Araújo                          | PSDB         |
| Nelson Dib Júnior                       | MDB          |
| Raquel Bryk                             | PP           |

### Executivo
O poder executivo em Corumbá é representado pelo prefeito, vice-prefeito e secretários municipais, que são responsáveis pela aprovação de leis municipais.

#### Prefeitura
Localizada na Rua Gabriel Vandoni de Barros, a prefeitura foi fundada numa época conturbada. Durante o ciclo comercial não houve benefícios para a cidade e sua população, e Corumbá se tornou um centro onde predominou o elemento estrangeiro, os comerciantes europeus. Esse grupo dominou a política e a administração de cidade, voltando-se para seus interesses e pouco realizando a favor da sociedade local. Mas nos últimos anos a situação social teve uma melhora significativa em função dos programas sociais implantados na cidade.
Prefeitos
Abaixo a relação dos últimos prefeitos corumbaenses (a partir da divisão do estado, em 1977):
| Gestão    | Prefeito                             |
| --------- | ------------------------------------ |
| 1977/1983 | Armando Anache (PDS)                 |
| 1983/1985 | Fadah Scaff Gattass (PMDB)           |
| 1986/1988 | Hugo Silva Da Costa (PMDB)           |
| 1989/1992 | Fadah Scaff Gattass (PMDB)           |
| 1993/1996 | Ricardo Chimirri Cândia (PST)        |
| 1997/2000 | Éder Moreira Brambilla (PSDB)        |
| 2000/2004 | Éder Moreira Brambilla (sem partido) |
| 2005/2008 | Ruiter Cunha de Oliveira (PT)        |
| 2008/2012 | Ruiter Cunha de Oliveira (PT)        |
| 2013/2016 | Paulo Roberto Duarte (PT/PDT)        |
| 2017      | Ruiter Cunha de Oliveira (PSDB)      |
| 2017/2020 | Marcelo Iunes (PSDB)                 |
| 2021/2024 | Marcelo Iunes (PSDB)                 |

#### Cidades irmãs
Corumbá possui, ao menos, três cidades-irmãs oficiais:
- Dunquerque, França
- Pisa, Itália
- Várzea Grande, Brasil

### Poder Judiciário
Inaugurado em outubro de 2008, o novo Fórum de Corumbá tem capacidade para a instalação de até 10 varas. Atualmente existem seis varas em funcionamento, além da nova Vara da Fazenda Pública e de Registros Públicos. O novo Fórum conta com serviço de segurança e monitoramento, com 64 câmeras espalhadas pelas áreas de circulação, destacando-se 14 câmeras com lentes infravermelho, possibilitando a captura de imagens à noite.
Corumbá também tem a 1ª subseção da Ordem dos Advogados do Brasil (OAB) de Mato Grosso, criada em 10 de maio de 1958. O primeiro advogado a ocupar o cargo de presidente da OAB de Corumbá foi Caio Leite de Barros.